# M. Visvesvaraya
 (septembre 2021).
La mise en forme du texte ne suit pas les recommandations de Wikipédia : il faut le « wikifier ».
Les points d'amélioration suivants sont les cas les plus fréquents. Le détail des points à revoir est peut-être précisé sur la page de discussion.
- Les titres sont pré-formatés par le logiciel. Ils ne sont ni en capitales, ni en gras.
- Le texte ne doit pas être écrit en capitales (les noms de famille non plus), ni en gras, ni en italique, ni en « petit »…
- Le gras n'est utilisé que pour surligner le titre de l'article dans l'introduction, une seule fois.
- L'italique est rarement utilisé : mots en langue étrangère, titres d'œuvres, noms de bateaux, etc.
- Les citations ne sont pas en italique mais en corps de texte normal. Elles sont entourées par des guillemets français : « et ».
- Les listes à puces sont à éviter, des paragraphes rédigés étant largement préférés. Les tableaux sont à réserver à la présentation de données structurées (résultats, etc.).
- Les appels de note de bas de page (petits chiffres en exposant, introduits par l'outil «  Source ») sont à placer entre la fin de phrase et le point final[comme ça].
- Les liens internes (vers d'autres articles de Wikipédia) sont à choisir avec parcimonie. Créez des liens vers des articles approfondissant le sujet. Les termes génériques sans rapport avec le sujet sont à éviter, ainsi que les répétitions de liens vers un même terme.
- Les liens externes sont à placer uniquement dans une section « Liens externes », à la fin de l'article. Ces liens sont à choisir avec parcimonie suivant les règles définies. Si un lien sert de source à l'article, son insertion dans le texte est à faire par les notes de bas de page.
- La présentation des références doit suivre les conventions bibliographiques. Il est recommandé d'utiliser les modèles {{Ouvrage}}, {{Chapitre}}, {{Article}}, {{Lien web}} et/ou {{Bibliographie}}. Le mode d'édition visuel peut mettre en forme automatiquement les références.
- Insérer une infobox (cadre d'informations à droite) n'est pas obligatoire pour parachever la mise en page.

Pour une aide détaillée, merci de consulter Aide:Wikification.
Si vous pensez que ces points ont été résolus, vous pouvez retirer ce bandeau et améliorer la mise en forme d'un autre article.
Sir Mokshagundam Visvesvaraya, né le 15 septembre 1860 et mort le 14 avril 1962, plus communément connu sous le nom de Sir MV, est un ingénieur civil indien, homme d'État et le 19e Diwan de Mysore, ayant servi de 1912 à 1919.

## Biographie
Il a commencé son éducation primaire à Bangalore, où se trouve encore l'United Mission School, et a poursuivi ses études dans l'une des meilleures et des plus anciennes écoles d'ingénieurs d'Asie, le College of Engineering de Pune. Il a reçu la plus haute distinction indienne, le Bharat Ratna, en 1955. Il a été fait chevalier commandeur de l'Empire britannique des Indes (KCIE) par le roi George V pour sa contribution au bien public. Son anniversaire, le 15 septembre, est célébré comme la Journée des ingénieurs en Inde, au Sri Lanka et en Tanzanie en sa mémoire. Il était l'ingénieur en chef du barrage de Krishna Raja Sagara dans la banlieue nord-ouest de la ville de Mysuru, du barrage de Laxmi Talav dans le sud-ouest du Maharashtra Radanagari Kolhapur et a également été l'un des ingénieurs en chef du système de protection contre les inondations de la ville d'Hyderabad.
Visvesvaraya est né dans une famille brahmane Telugu  à Mokshagundam Srinivasa Shastry et Venkatalakshamma qui sont originaires du village de Mokshagundam dans l'actuelle Andhra Pradesh,. Vishwesharaya est né à Muddenahalli appartenant au royaume de Mysore (actuel district de Chikkaballapur du Karnataka). Il a accepté un poste d'ingénieur adjoint au département des travaux publics de Bombay et fut ensuite invité à rejoindre la Commission indienne d'irrigation. Il a mis en œuvre un système complexe d'irrigation sur le plateau du Deccan puis a conçu et breveté un système de vannes automatiques de déversoirs qui ont été installés pour la première fois en 1903 au réservoir de Khadakvasla près de Pune. Ces vannes ont élevé le niveau de stockage dans le réservoir au niveau le plus élevé susceptible d'être atteint sans endommager le barrage. Basé sur le succès de ces vannes, le même système a été installé au barrage Tigra à Gwalior et au barrage Krishna Raja Sagara (KRS) à Mandya/Mysore, Karnataka. En 1906-1907, le gouvernement indien l' envoya à Aden pour étudier les systèmes d'approvisionnement en eau et de drainage. Le projet qu'il a mis en œuvre à Aden  fut implémenté avec succès. Visvesvaraya est devenu célèbre lorsqu'il a conçu un système de protection contre les inondations pour la ville d' Hyderabad. Il a joué un rôle déterminant dans le développement d'un système pour protéger le port de Visakhapatnam de l'érosion marine. Ce barrage permit de créer le plus grand réservoir d'Asie à l'époque de sa construction. Visvesvaraya donna ses conseils techniques pour le choix de l'emplacement du pont Mokama sur Ganga au Bihar. À l'époque, il avait plus de 90 ans,, et était appelé le « Père de l'État de Mysore Moderne ».
Pendant son service auprès du gouvernement de l'État de Mysore, il était responsable (sous la direction du gouvernement de Mysore) de l'établissement de  l'usine de savon de Mysore, d'un laboratoire de parasitoïde,de l'usine de fer et d'acier de Mysore  (aujourd'hui connu sous le nom de Usine de fer et d'acier de Visvesvarayad ) à Bhadravathi, du collège polytechnique Sri Jayachamarajendra de Bangalore, l'université d'agriculture de Bangalore, de la Banque d'État de Mysore, du club du siècle, de la chambre de commerce de Mysore(Fédération des chambres de commerce et d'industrie du Karnataka), de la chambre de commerce Apex de Karnataka, Université Visvesvaraya Collège d'ingénierie (Bangalore) et de nombreux autres sites industriels. Il a encouragé l'investissement privé dans l'industrie pendant son mandat en tant que Diwan de Mysore (en). Il a joué un rôle déterminant dans l'élaboration d'un plan de construction de routes entre Tirumala et Tirupati. Il était connu pour sa sincérité, sa gestion du temps et son dévouement envers  cause. The Bangalore Press (en) et la Bank de Mysore furent créées pendant son mandat. Une partie très importante de sa personnalité était son amour pour le Kannada (langue du sud-ouest de l'Inde). Il a créé le Kannada Sahitya Parishat (en) pour l'amélioration du Kannada. Il voulait que des séminaires pour les partisans de Kannada soient institués et menés à Kannada même.

### Carrière
(septembre 2021).
- Ingénieur adjoint à Bombay, 1885 ; il sert à Nasik, Khandesh (principalement à Dhule ) et Pune
- Services prêtés à la municipalité de Sukkur, Sind, 1894; conçu et réalisé des ouvrages hydrauliques pour la municipalité
- Ingénieur exécutif, Surat, 1896
- Ingénieur surintendant adjoint, Pune, 1897-1899 ; il visite la Chine et le Japon, 1898
- Ingénieur exécutif pour l'irrigation, Pune, 1899
- Ingénieur sanitaire, Bombay, et membre du Conseil sanitaire, 1901 ; il témoigne devant la Commission indienne d'irrigation
- Il a conçu et construit des portes automatiques brevetées au réservoir du lac Fife ; il introduit un nouveau système d'irrigation connu sous le nom de « Block System », 1903 ; il représente le gouvernement de Bombay à la Commission d'irrigation de Simla, 1904 ; il est en service spécial, 1905
- Ingénieur surintendant, 1907 ; il visite l' Égypte, le Canada, les États-Unis et la Russie, 1908
- Ingénieur-conseillé de l'État d'Hyderabad/Nizam il supervise et réalise des travaux d'ingénierie sur la rivière Musi ; Inondations d'Hyderabad en 1909
- Retraité du service britannique, 1909
- Ingénieur en chef et secrétaire du gouvernement de Mysore, 1909
- Diwan de Mysore, Département des travaux publics et chemin de fer, 1913
- Conseil d'administration de Tata Steel, 1927-1955[15],[16],[17]

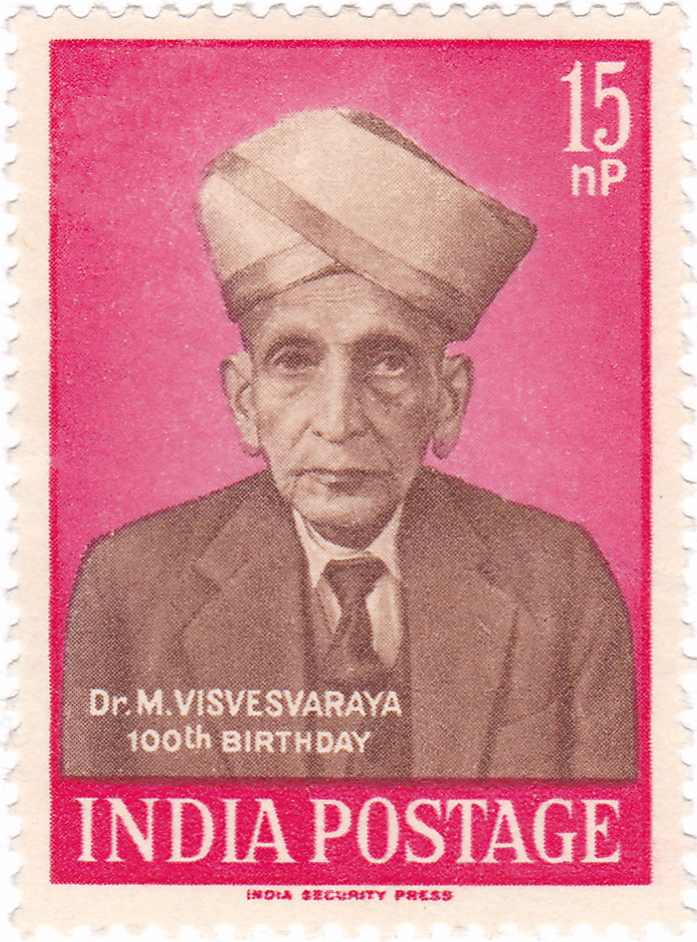
Visvesvaraya sur un timbre de 1960 d'Inde.

Après avoir opté pour une retraite volontaire en 1908, il entreprend une tournée à l'étranger pour étudier les pays industrialisés. Puis, pendant une courte période, il travailla pour le Nizam d'Hyderabad. Il suggéra des mesures de soulagement contre les inondations pour Hyderabad, qui était sous la menace constante de la rivière Musi. En novembre 1909, Visvesvaraya est nommé ingénieur en chef de l'État de Mysore. De plus, en 1912, il est nommé Diwan (deuxième ministre) de Mysore et servit à ce poste pendant sept ans. Avec le soutien de Krishnaraja Wodeyar IV, Maharaja de Mysore, Visvesvaraya a contribué au développement général de la ville. Il a joué un rôle déterminant dans la fondation des écoles d'ingénieurs du gouvernement à Bangalore en 1917, l'un des premiers instituts d'ingénierie en Inde. Cette institution a ensuite été nommée Université Visvesvaraya Collège d'ingénierie. Il a commandé plusieurs nouvelles lignes de chemin de fer dans l'État de Mysore.

## Prix et distinctions
Visvesvaraya fut nommé Compagnon de l' Ordre de l'Empire indien (CIE) en 1911. En 1915, alors qu'il était Diwan de Mysore, Visvesvaraya est fait chevalier commandeur de l'Ordre de l'Empire indien (KCIE) par les Britanniques pour sa contribution à l'intérêt général. Après l'indépendance de l'Inde, il a reçu la plus haute distinction du pays, le Bharat Ratna, en 1955, un titre de membre honoraire de la London Institution of Civil Engineers, une bourse de l' Indian Institute of Science (Bangalore), et plusieurs diplômes honorifiques dont doctorat en sciences (D.Sc.), doctorat en droit (LL. D.), D. Litt. de huit universités en Inde. Il était le président de la session de 1923 du Congrès indien des sciences, ainsi que la personne la plus populaire du Karnataka, selon le journal Prajavani. Le 15 septembre 2018, pour célébrer son 157e anniversaire ; Visvesvaraya reçoit un Google Doodle.

### Reconnaissance
Visvesvaraya fut reconnu dans de nombreux domaines, notamment l'éducation et l'ingénierie. L'Université technologique de Visvesvaraya de Belagavi (à laquelle la plupart des collèges d'ingénierie du Karnataka sont affiliés) est nommée en son honneur, ainsi que des collèges de premier plan comme l'université Visvesvaraya College d'ingénierie de Bangalore ; l'Institut de technologie Sir M. Visvesvaraya à Bangalore ; et l'Institut national de technologie de Visvesvaraya de Nagpur. Le College d'ingénierie de Pune, son Alma mater, a érigé une statue en son honneur. Le musée industriel et technologique Viswesvarayya de Bangalore porte son nom. Deux stations de métro en Inde, une à Bangalore sur la ligne violette (Sir M. Visveshwaraya Station, Central College), et une autre à Delhi sur la ligne rose (Sir Vishweshwaraiah Moti Bagh), portent son nom.

### Mémorial à Muddenahalli

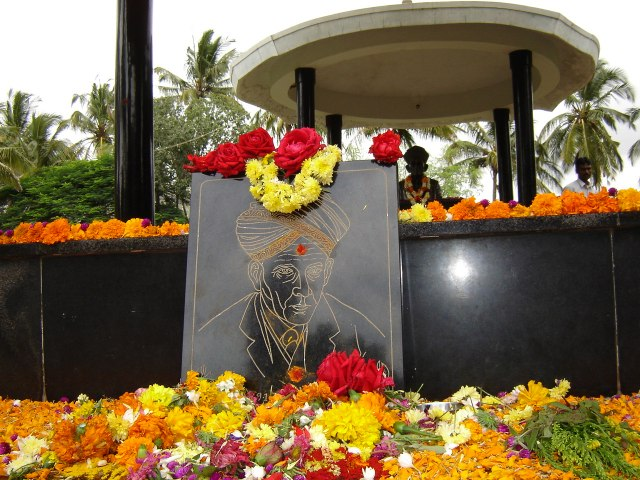
Le Samadhi de Visvesvaraya à Muddenahalli.

Le fond du mémorial national Visvesvaraya entretient un mémorial qui lui est dédié dans sa ville natale, Muddenahalli (en). Ses récompenses, titres et effets personnels, y compris son salon, des lunettes, des tasses, des livres et un bloc avec lequel ses cartes de visite ont été imprimées y sont exposés. De plus des modèles du barrage de Krishna Raja Sagar (en), dont la conception et la construction furent suprvisées par Visvesvaraya, y sont présents. Le mémorial est adjacent à sa maison, qui fut rénovée et considérée comme un temple par les habitants,.

## Travaux
- Ingénieur du barrage Hirakud.
- MV Hall of Residence à NIT Rourkela est nommé d'après M Visvesvraya